# Sèrra de Rius
La sèrra de Rius és una serra situada al nord del Pirineu axial, amb una orientació est-oest i ubicada al sud de la Vall d'Aran. La seva longitud és de 7,65 quilòmetres i l'alçada dels seus cims oscil·la entre els 2.420 i els 2.635 metres. La vessant sud de la serra és inclosa a la zona perifèrica del Parc Nacional d'Aigüestortes i Estany de Sant Maurici. La vessant sud pertany al municipi de Naut Aran, i la major part de la nord al de Vielha e Mijaran.
La primera travessa completa de la cresta de la Sèrra de Rius la va du a terme Rossend Caubet el 1942
, pioner de l'esquí a la Vall d'Aran.

## Límits de la serra

### Límit nord
Al vessant nord la Sèrra de Rius presenta diverses carenes suportades perpendicularment a la pròpia Sèrra de Rius, que avancen cap al nord fent de divisòria de diversos circs i valls. Començant per l'oest, es troben els següents elements orogràfics:
- Diversos circs de capçalera de la vall del riu Sarrahèra, el qual desaigua al riu Nere.
- El Circ d'Escunhau, capçalera del riu Bargadèra, que desaigua directament al Garona.
- Les Pales de Pujoalbo, els torrents de la qual desaigüen al riu Valarties, que també és el destí del riu Ribèra de Rius.

### Límit sud
La Sèrra de Rius limita al sud amb la vall de Rius. El vessant meridional es caracteritza per tenir unes tarteres amb una forta inclinació, compostes de pedres petites, indret que es coneix com les Pales de Rius.

## Cims i colls de la carena
Des de l'extrem Oest i a mesura que la serra avança cap el Sud Est, els accidents geogràfics més notables de la Sèrra de Rius són els següents:
- Collet del Lac Redon, ubicat a 2.445 metres d'altitud. Coll que enllaça la vall de Rius a llevant amb el Lac Redon a ponent.
- Tuc deth Lac Redon (2.564 metres). Des d'aquest pic fins als Malhs de Rius, la carena envolta pel nord oest i el nord el Lac de Rius.
- Tuc de Sarrahèra (2.634 metres)
- Bretxa de la Passada deth Nebot (2.506 metres). Enllaça el Lac de Rius al sud amb la Labada de Sarrahèra al nord, un dels circs de la capçalera del riu Sarrahèra.
- Malhs de Rius. Amb una altitud de 2.634 metres, és el cim més alt de tota la serra. A partir d'aquest punt i fins a la Tuca dera Aubeta, el vessant sud de la serra adquireix una gran verticalitat, amb nombroses canals coronades per una llarga cresta.
- Tuc de Bargadèra (2.584 metres)
- Còth de Bargadèra (2.458 metres).
- Tuca de Betren (2.518 metres)
- Cap dera Aubeta (2.532 metres)
- Tuca dera Aubeta (2.487 metres). D'aquest punt surt una carena coronada pel Pujoalbo (2.504 metres) que enllaça amb el vessant occidental de Valarties.

Passada la Tuca dera Aubeta, el pendent de la vall perd verticalitat i descendeix sobre Valarties de forma més suau.